# Isak Arne Refvik
Isak Arne Refvik (født 25. december 1956 i Bergen, Norge) er en norsk tidligere fodboldspiller (angriber).
Refvik tilbragte størstedelen af sin karriere hos Viking FK i Stavanger. Han nåede over 200 ligakampe for klubben og var med til at vinde to norske mesterskaber. Han tilbragte også et enkelt år i Skotland hos Edinburgh-storklubben Hibernian.
For Norges landshold spillede Refvik syv kampe. Han debuterede for holdet i maj 1979 i et opgør mod Portugal.

## Titler
Eliteserien
- 1979 og 1982 med Viking FK

Norsk pokal
- 1979 med Viking FK